# Kyela (huyện)
Kyela là một huyện thuộc vùng Mbeya, Tanzania. Thủ phủ của huyện Kyela đóng tại Kyela Mjini. Huyện Kyela có diện tích 791 ki lô mét vuông. Đến thời điểm điều tra dân số ngày 25 tháng 8 năm 2002, huyện Kyela có dân số 173830 người.